# ダニロ・カラファトヴィッチ
ダニロ・カラファトヴィッチ（キリル表記：Данило Калафатовић、ラテン表記：Danilo Kalafatović；1875年10月27日 - 1946年）は、ユーゴスラビアの軍人。

## 経歴
コナレヴォ出身。ベオグラードの軍事アカデミーとフランス、フォンテーヌブローの砲兵学校で教育を受ける。第一次世界大戦に従軍。
戦後、参謀総長補、国防相補佐官を務める。軍事専門家として、パリ及びラッパロ会議に参加。ドゥシャン・シモヴィッチ将軍の支持者。
1941年、ユーゴスラビア軍参謀総長。ドイツ軍によるユーゴスラビア軍撃破後、1941年4月14日、シモヴィッチ将軍はカラファトヴィッチに軍の総指揮権を移譲した。同時に、カラファトヴィッチには交渉の権限も与えられた。枢軸国の攻撃は続き、ドイツ軍は4月15日にサラエヴォに到達し、リエク地区から進攻したイタリア軍は抵抗を受けることなく、4月17日にドゥブロヴニクに到達し、ハンガリー軍は退却するユーゴスラビア第1軍を追撃し、4月12日にドナウとチッソ間の地区を無血占領した。4月17日0325、4月18日発効の和平条約が署名され、ユーゴスラビアは無条件降伏した。4月17日0930、カラファトヴィッチは全軍に武装解除の命令を下達し、組織的抵抗は終結した。ユーゴスラビア軍将校1,500人、兵士22万4千人が捕虜となり、その後、その数は34万4千人にまで増大した。カラファトヴィッチ自身は終戦まで捕虜収容所に収容された。
解放後、西ドイツに移民。1946年に亡くなった。

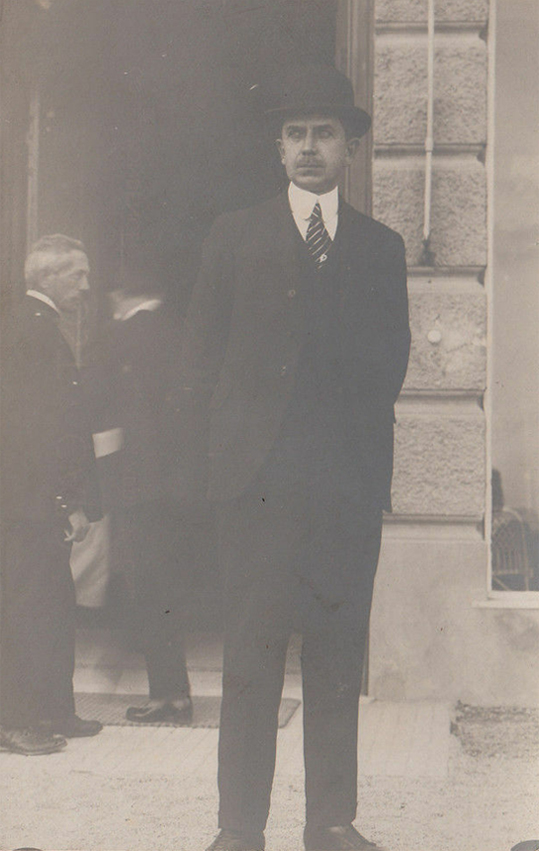
ダニロ・カラファトヴィッチ(1920年)